# Municipio de Washington (condado de Carroll, Misuri)
El municipio de Washington (en inglés: Washington Township) es un municipio ubicado en el condado de Carroll en el estado estadounidense de Misuri. En el año 2010 tenía una población de 170 habitantes y una densidad poblacional de 1,82 personas por km².

## Geografía
El municipio de Washington se encuentra ubicado en las coordenadas 39°33′53″N 93°42′48″O / 39.56472, -93.71333. Según la Oficina del Censo de los Estados Unidos, el municipio tiene una superficie total de 93.61 km², de la cual 93,6 km² corresponden a tierra firme y (0 %) 0 km² es agua.

## Demografía
Según el censo de 2010, había 170 personas residiendo en el municipio de Washington. La densidad de población era de 1,82 hab./km². De los 170 habitantes, el municipio de Washington estaba compuesto por el 98,24 % blancos y el 1,76 % eran de una mezcla de razas. Del total de la población el 0 % eran hispanos o latinos de cualquier raza.